# Весёлое (Никопольский район)
Веселое (укр. Веселе) — село,
Криничеватский сельский совет,
Никопольский район,
Днепропетровская область,
Украина.
Код КОАТУУ — 1222982802. Население по переписи 2001 года составляло 967 человек.

## Географическое положение
Село Веселое находится в балке Грузская в 1-м км от села Томаковское и в 2,5 км от села Криничеватое.
По селу протекает пересыхающий ручей с запрудой.
Через село проходит автомобильная дорога Т-0435.

## Объекты социальной сферы
- Школа.
- Дом культуры.